# Fidlův Kopec

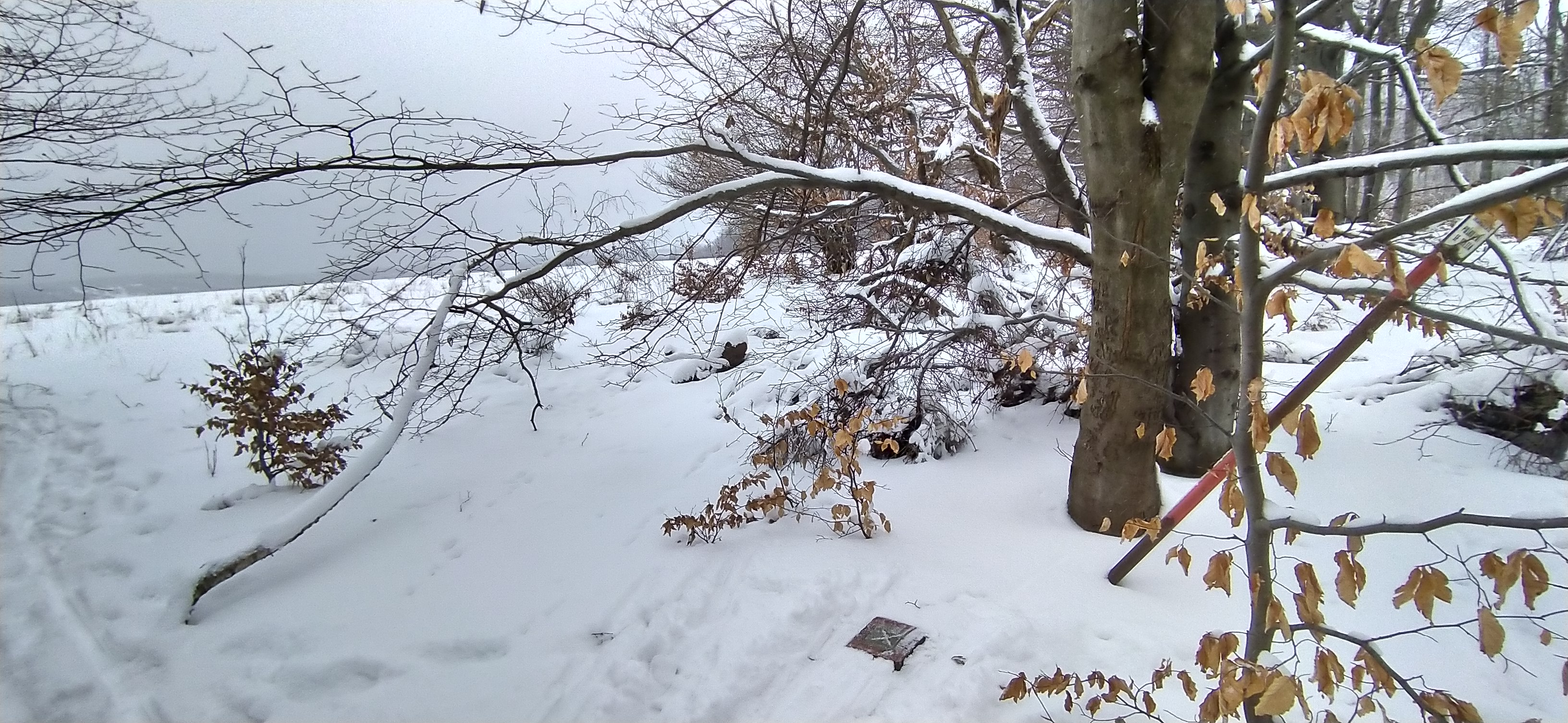

Fidlův Kopec är ett berg i Tjeckien. Det ligger i den östra delen av landet, 230 km öster om huvudstaden Prag. Toppen på Fidlův Kopec är 682 meter över havet. Fidlův Kopec ingår i Oderské vrchy.
Terrängen runt Fidlův Kopec är kuperad åt sydväst, men åt nordost är den platt. Runt Fidlův Kopec är det ganska tätbefolkat, med 124 invånare per kvadratkilometer. Närmaste större samhälle är Olomouc, 18,4 km väster om Fidlův Kopec. I omgivningarna runt Fidlův Kopec växer i huvudsak blandskog.